# 朝弁慶大吉
朝弁慶 大吉（あさべんけい だいきち、1989年2月12日 - ）は、神奈川県平塚市出身で、高砂部屋に所属した元大相撲力士。本名は酒井 泰伸（さかい やすのぶ）。身長189.9cm、体重168.8kg、血液型はA型。最高位は西十両7枚目（2016年7月場所）。

## 来歴
平塚の中華料理店に生まれ、中学時代までは特にスポーツ歴がなかった。五領ヶ台高校入学後に大きな体を生かして柔道を始めて関東大会に出場し、柔道で大学への進学も決まっていたが、山下泰裕の講演を傾聴しに行った際に地元の高砂部屋後援会長に声をかけられてそのまま勧誘され、高校卒業直前に7代高砂（元大関・朝潮）が実家を訪れて話をしたことで高砂部屋入門を決意。後援会から勧誘された際は入門を断ったが、高砂から「柔道では飯を食えない。相撲で稼いで親孝行しさない」と説得されて入門に至ったという。地元の平塚市は1994年から高砂部屋の夏合宿に利用される土地であり、その点でも酒井は縁があった。2007年3月場所で初土俵を踏んだ。前相撲は二番出世。同期には土佐豊、丹蔵、天風らがいる。
入門当初は同部屋に横綱・朝青龍がいたため注目度は低く、また序ノ口でいきなり負け越すなどしたが着実に番付を上げていった。2009年5月場所から四股名を部屋の行司である4代木村朝之助が命名した「朝弁慶」と改めたが、この時に、当時まだ営業中だった実家の中華料理店（2013年1月に閉店）とライバル関係にある店の名前が「弁慶」であり、両親から叱られたという逸話がある。前述のとおり夏合宿は故郷で行われるためその度に里帰りできることにはなっているが、平塚市出身者ということで部屋の力士達からはその分だけ厳しく稽古づけられた。
2010年11月場所で幕下昇進後は番付も一進一退がしばらく続き、2011年5月技量審査場所では腰を痛めて全休と不調に苦しんだ時期もあったが、2013年以降は小幅な勝ち越しと負け越しを繰り返しつつも少しずつ自己最高位を更新し、2014年7月場所で十両目前の西幕下15枚目まで昇格。2015年に入ると、元ボディビルダーでスポーツジムでのインストラクター経験がある弟弟子の朝山端（現・朝鬼神）の入門に刺激を受け、朝山端からトレーニングの指導を受けたことで体が変わり、5月場所以降は幕下1桁台の番付で推移した。9月場所では西の筆頭で6勝を挙げ、幕下の優勝決定戦に進出（進出者8人）するもトーナメント1回戦で千代翔馬に敗れて幕下優勝はならなかった。場所後、新十両に昇進が決定した。高砂部屋からは2006年5月場所の皇牙以来約9年ぶり、神奈川県出身としては1993年3月場所の朝相洋（奇しくも旧・若松部屋の流れを汲んでいる現・高砂部屋の兄弟子である）以来22年ぶりの新十両となった。「平塚市からは江戸時代の江戸ヶ崎源弥以来200年ぶり(当時は相模国大住郡四之宮村)」と報じられ、その報道に従う限り昭和以降、市制施行以降ではいずれも初の事例と言える。新十両会見では「みんな首を長～くして待ってくれてたと思います。すごいうれしいっす。実感がわかず、緊張がすごいっす」とコメント。会見に同席した高砂は「あの時は悪いことばかり。みなさん（報道陣）に追いかけ回され、車も傷つけられ、俺の心も傷ついたけど、気分いいね。これからは笑顔だけでいきますよ」と不祥事で引退した同部屋の元横綱・朝青龍に言及しつつ報道陣の爆笑を誘った。
十両では3場所目の2016年3月場所で初めて勝ち越し、続く5月場所では初めて二桁10番勝つなど、その地位に定着する兆しを見せていたものの、慢性化した腰や左膝の痛みに悩まされて7月場所からは2場所連続の二桁黒星となり、同年11月場所では幕下に転落した。その後は幕下10枚目以内の番付で十両復帰を狙う場所が続いたが、2018年3月場所で西幕下3枚目で6勝1敗の好成績を挙げ、場所後の番付編成会議で翌5月場所での十両復帰が決定した。十両復帰となった5月場所は、場所前に右膝を痛めた影響もあって初日から7連敗を喫するなど精彩を欠いた。13日目の大翔鵬戦に敗れた際に右膝の状態をさらに悪化させ、「右膝離断性骨軟骨炎、半月板損傷で約４週間の加療を要する見込み」の診断書を提出して翌14日目から休場となった。場所成績は3勝11敗1休。翌7月場所は幕下に陥落となったが、この場所を含めて2場所続けての全休となり、復帰した11月場所では三段目まで番付を落とした。この場所は4勝3敗と勝ち越した。膝の状態が癒えた2019年1月場所では十両経験者の地力を見せて三段目優勝を果たした。各段優勝の経験は自身初めてとなる。ベテラン力士が目立つこの場所の三段目を指して、2019年3月場所前の相撲雑誌は「角界の空洞化」と憂慮していた。その後幕下上位で勝ち越し、負け越しを繰り返し、2020年3月場所で、陥落後最高位の東幕下3枚目で6勝1敗とし2年ぶりの十両復帰が決定した。
2022年は6場所すべてで負け越して再び三段目まで番付を落としたが、2023年1月場所で東三段目31枚目で6勝1敗の好成績を挙げ、翌3月場所は幕下に復帰した。2024年7月場所7日目の7月20日、日本相撲協会に引退届を提出し、受理された。同年5月場所から膝の怪我で休場し、手術も受けたが、再び相撲を取れる状態まで回復できず、引退という決断に至った。引退後はイベント会社の手掛ける外国人観光客向けの相撲ショーなどの仕事に従事する予定。9月29日に両国国技館で開催された断髪式には350人が出席し、止め鋏は師匠の高砂親方が入れた。式では2020年に結婚をし、2歳の娘がいることを公表した。今後は相撲のショーへの出演などタレント活動を行っていく予定で、断髪式時点でUber EatsのCMにも出演中である。10月以降に放送されるエピソードで「数秒だけの出演」とのことだが『孤独のグルメ』の撮影も終えているとのこと。

## 主な成績

### 通算成績
- 通算成績：384勝359敗32休（103場所）

### 各段優勝
- 三段目優勝：1回（2019年1月場所）

### 場所別成績
| | 一月場所 初場所（東京） | 三月場所 春場所（大阪） | 五月場所 夏場所（東京）   | 七月場所 名古屋場所（愛知） | 九月場所 秋場所（東京） | 十一月場所 九州場所（福岡） |
| --- | ----------------------- | ----------------------- | ------------------------- | --------------------------- | ----------------------- | --------------------------- |
| 2007年 （平成19年） | x                       | （前相撲）              | 西序ノ口26枚目 3–4        | 西序ノ口19枚目 5–2          | 西序二段101枚目 4–3     | 東序二段76枚目 5–2          |
| 2008年 （平成20年） | 西序二段34枚目 4–3      | 西序二段9枚目 2–5       | 東序二段38枚目 4–3        | 東序二段15枚目 5–2          | 東三段目84枚目 2–5      | 西序二段6枚目 3–4           |
| 2009年 （平成21年） | 東序二段31枚目 4–3      | 東序二段10枚目 4–3      | 西三段目89枚目 6–1        | 東三段目33枚目 4–3          | 西三段目20枚目 1–6      | 東三段目54枚目 4–3          |
| 2010年 （平成22年） | 西三段目39枚目 3–4      | 西三段目53枚目 3–4      | 東三段目66枚目 5–2        | 西三段目39枚目 4–3          | 西三段目21枚目 6–1      | 東幕下40枚目 1–6            |
| 2011年 （平成23年） | 西三段目16枚目 5–2      | 八百長問題 により中止   | 東幕下54枚目 休場 0–1–6   | 東三段目29枚目 5–2          | 西三段目3枚目 4–3       | 東幕下56枚目 4–3            |
| 2012年 （平成24年） | 東幕下48枚目 3–4        | 東幕下60枚目 2–5        | 東三段目25枚目 5–2        | 東幕下60枚目 4–3            | 東幕下53枚目 5–2        | 西幕下35枚目 3–4            |
| 2013年 （平成25年） | 西幕下43枚目 3–4        | 西幕下51枚目 5–2        | 東幕下31枚目 3–4          | 西幕下41枚目 4–3            | 東幕下34枚目 4–3        | 東幕下27枚目 3–4            |
| 2014年 （平成26年） | 東幕下35枚目 5–2        | 東幕下20枚目 3–4        | 西幕下27枚目 5–2          | 西幕下15枚目 3–4            | 西幕下20枚目 4–3        | 西幕下17枚目 3–4            |
| 2015年 （平成27年） | 東幕下25枚目 4–3        | 西幕下21枚目 6–1        | 東幕下7枚目 4–3           | 東幕下5枚目 4–3             | 西幕下筆頭 6–1          | 東十両9枚目 6–9             |
| 2016年 （平成28年） | 東十両11枚目 7–8        | 東十両12枚目 8–7        | 東十両11枚目 10–5         | 西十両7枚目 5–10            | 東十両11枚目 4–11       | 西幕下3枚目 4–3             |
| 2017年 （平成29年） | 東幕下2枚目 3–4         | 西幕下4枚目 3–4         | 東幕下6枚目 3–4           | 西幕下10枚目 4–3            | 西幕下8枚目 4–3         | 西幕下6枚目 6–1             |
| 2018年 （平成30年） | 東幕下2枚目 3–4         | 西幕下3枚目 6–1         | 西十両12枚目 3–11–1       | 東幕下4枚目 休場 0–0–7      | 東幕下45枚目 休場 0–0–7 | 西三段目25枚目 4–3          |
| 2019年 （平成31年 /令和元年） | 東三段目15枚目 優勝 7–0 | 西幕下13枚目 3–4        | 西幕下18枚目 4–3          | 東幕下13枚目 5–2            | 東幕下7枚目 2–5         | 東幕下17枚目 6–1            |
| 2020年 （令和2年） | 西幕下6枚目 4–3         | 東幕下3枚目 6–1         | 感染症拡大 により中止     | 西十両10枚目 3–12           | 東幕下4枚目 1–6         | 東幕下26枚目 5–2            |
| 2021年 （令和3年） | 東幕下15枚目 4–3        | 西幕下11枚目 2–5        | 西幕下20枚目 4–3          | 西幕下15枚目 4–3            | 西幕下10枚目 4–3        | 西幕下5枚目 3–4             |
| 2022年 （令和4年） | 西幕下10枚目 2–5        | 東幕下24枚目 3–4        | 西幕下29枚目 3–4          | 西幕下39枚目 3–4            | 西幕下46枚目 2–5        | 西三段目5枚目 2–5           |
| 2023年 （令和5年） | 東三段目31枚目 6–1      | 東幕下48枚目 2–5        | 西三段目9枚目 4–3         | 西幕下58枚目 2–5            | 西三段目15枚目 4–3      | 西三段目5枚目 3–4           |
| 2024年 （令和6年） | 東三段目19枚目 3–4      | 東三段目31枚目 4–3      | 東三段目19枚目 休場 0–0–7 | 西三段目79枚目 引退 0–0–4   | x                       | x                           |
| 各欄の数字は、「勝ち-負け-休場」を示す。 優勝 引退 休場 十両 幕下 三賞：敢=敢闘賞、殊=殊勲賞、技=技能賞 その他：★=金星 番付階級：幕内 - 十両 - 幕下 - 三段目 - 序二段 - 序ノ口 幕内序列：横綱 - 大関 - 関脇 - 小結 - 前頭（「#数字」は各位内の序列） |                         |                         |                           |                             |                         |                             |

## 改名歴
- 朝酒井 泰伸（あささかい やすのぶ）2007年3月場所 - 2009年3月場所
- 朝弁慶 恵成（あさべんけい けいせい）2009年5月場所 - 2012年3月場所
- 朝弁慶 鬼丸（あさべんけい おにまる）2012年5月場所 - 2012年7月場所
- 朝弁慶 恵成（あさべんけい けいせい）2012年9月場所 - 2012年11月場所
- 朝弁慶 大吉（あさべんけい だいきち）2013年1月場所 - 2024年7月場所